# Tűzvörös juhar
A tűzvörös juhar vagy tűzjuhar (Acer ginnala) a szappanfavirágúak (Sapindales) rendjébe és a szappanfafélék (Sapindaceae) családjába tartozó faj.

## Elterjedése
Északkelet-Ázsiában honos, Kelet-Mongóliától keleten Koreáig és Japánig, északon az Amur völgyéig fordul elő.

## Leírása
Terebélyes, 10 m magas lombhullató fafaj. Kérge sötét szürkésbarna, sima. Levelei tojásdadok, 7,5 cm hosszúak, 6 cm szélesek, fűrészesek. Három karéjuk közül a középső a legnagyobb. Fénylő sötétzöldek, kora ősszel élénkpirosra színeződnek. A virágok aprók, krémszínűek, illatosak. Felálló fürtjeik lombfakadás után nyílnak. Termés pirosas ikerlependék, 2,5 cm hosszú, széles, párhuzamosan álló szárnyakkal.

## Képek

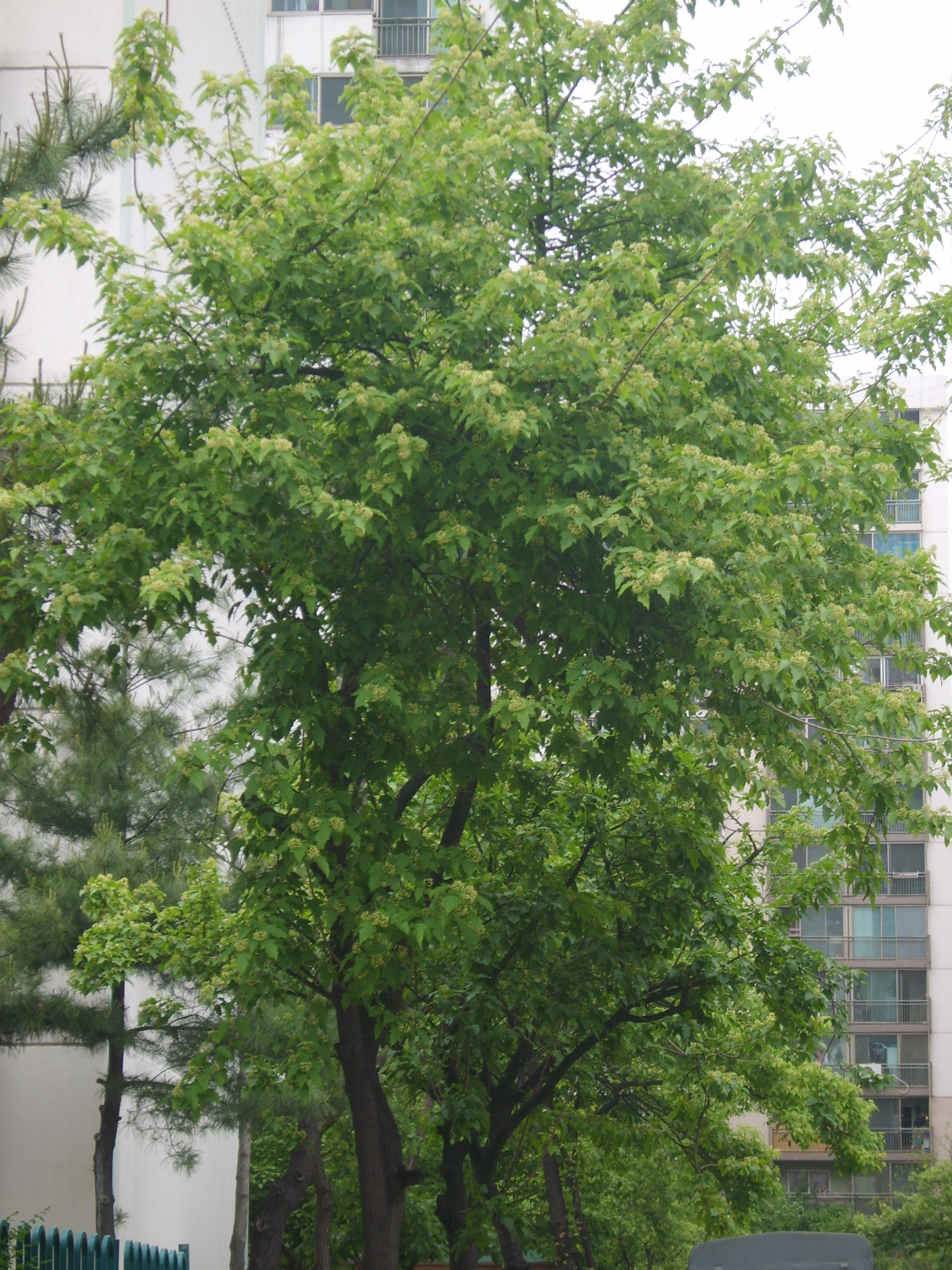
Habitusa
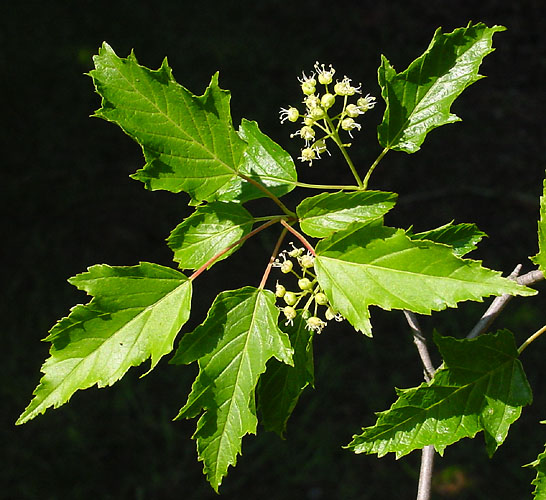
Levelei
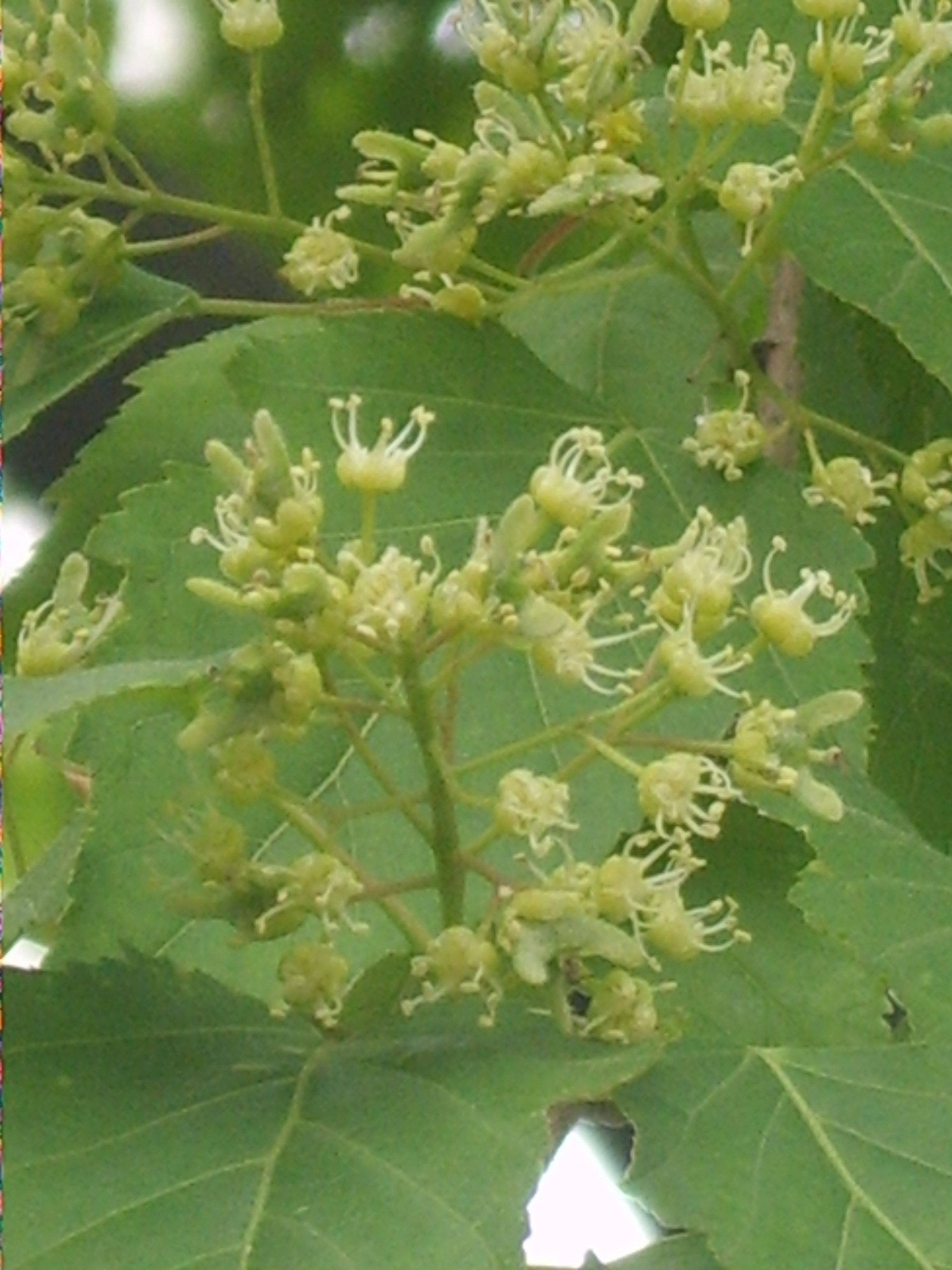
Virágzata
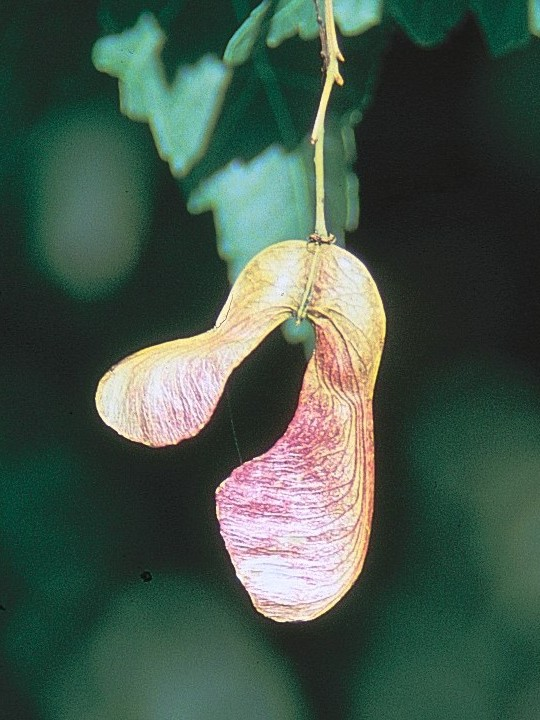
Termése
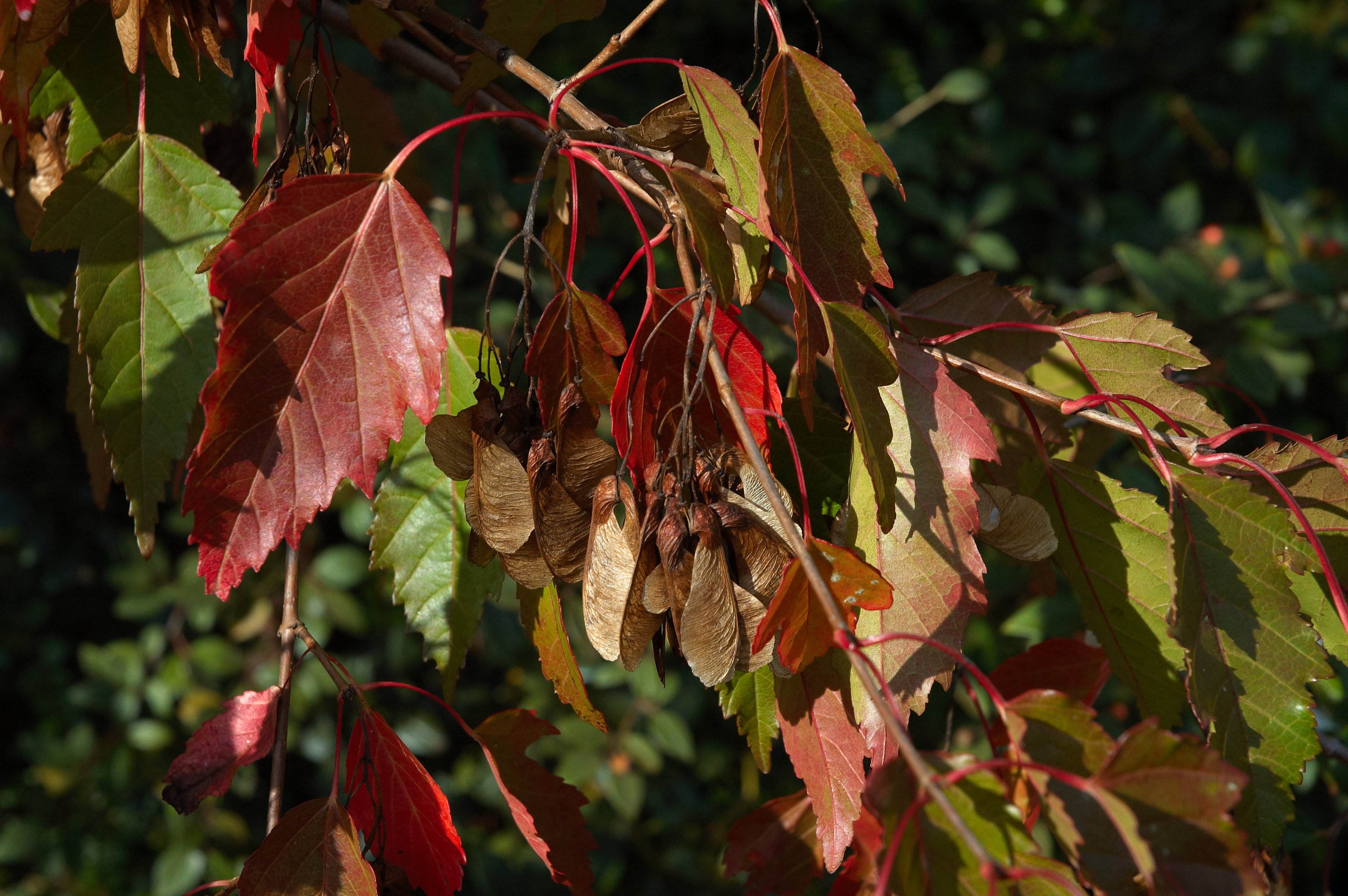
Őszi lombszín